# Bigénero

Símbolo bigénero

Bigénero define una conducta humana en la que una persona se puede definir o encontrar dentro de dos géneros femenino y masculino, aunque también puede encontrarse entre género neutro y femenino, masculino, etc. La idea de bigénero deriva del término transgénero y de la situación por la que la persona se identifica en el sentirse de un género específico, híbrido o indefinido. Una persona que ejemplifica el término de bigénero se podría identificar a sí misma como mujer y como hombre por ejemplo.

## Origen
El concepto de bigénero viene introducido por las teorías queer que se engloban en los estudios de género, en los estudios humanísticos y en las ciencias sociales. Dentro de estas teorías se estudian dos aspectos fundamentalmente, la orientación de género y sexual desde la perspectiva de la construcción social de la realidad. Judith Butler fue una de las precursoras de este enfoque y de las primeras personas en tratar el género desde la teoría de la construcción social y la configuración de las identidades. El término bigénero nace del estudio de la construcción social de género. En dicho estudio nace el concepto de transgénero del que se han derivado otros términos específicos como el bigénero.

## Consecuencias o implicaciones legales
Una persona autodefinida como bigénero no debería encontrar problemas de ningún tipo para la convivencia en sociedad, salvo por los conflictos de discriminación o LGBTfobia existentes en nuestras sociedades. En cambio, si una persona de esta identidad decidiera cambiar de sexo se atendría a la legislación vigente en cada país (para el caso de España, ley de identidad de género). Muchas personas tienen la idea errónea de que alguien bigénero "cambia de personalidad" constantemente debido a su doble identidad, sin embargo esto es erróneo, ya que la persona no cambia de edad, raza, nacionalidad, época o personaje, simplemente coexisten sus dos géneros dentro de la persona misma.
Insinuar que alguien bigénero cuenta con un trastorno de personalidad debido a su identidad se considera como transfobia y ataca los derechos esenciales de esta.

## Banderas

Bandera bigénero antigua
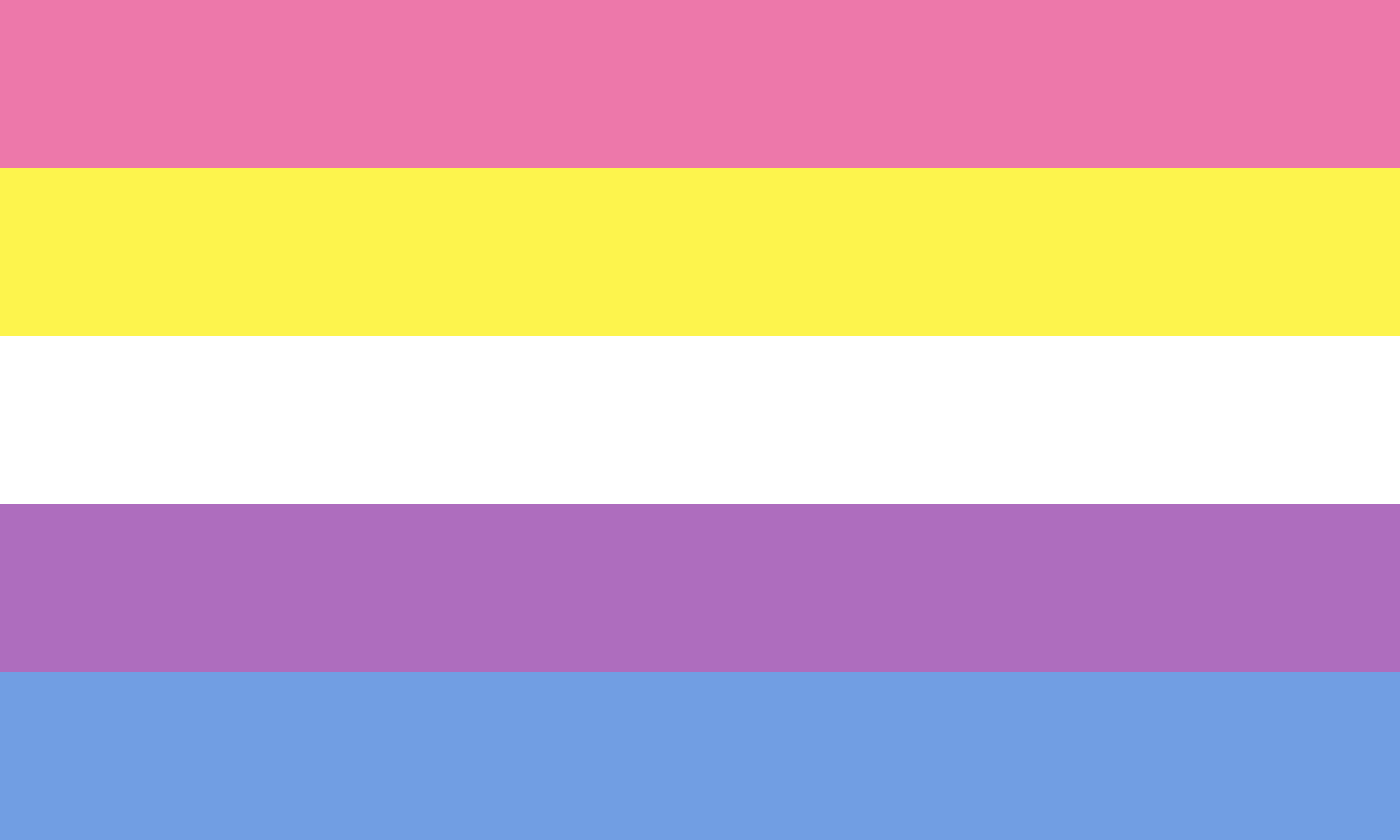
Bandera alternativa bigénero nueva
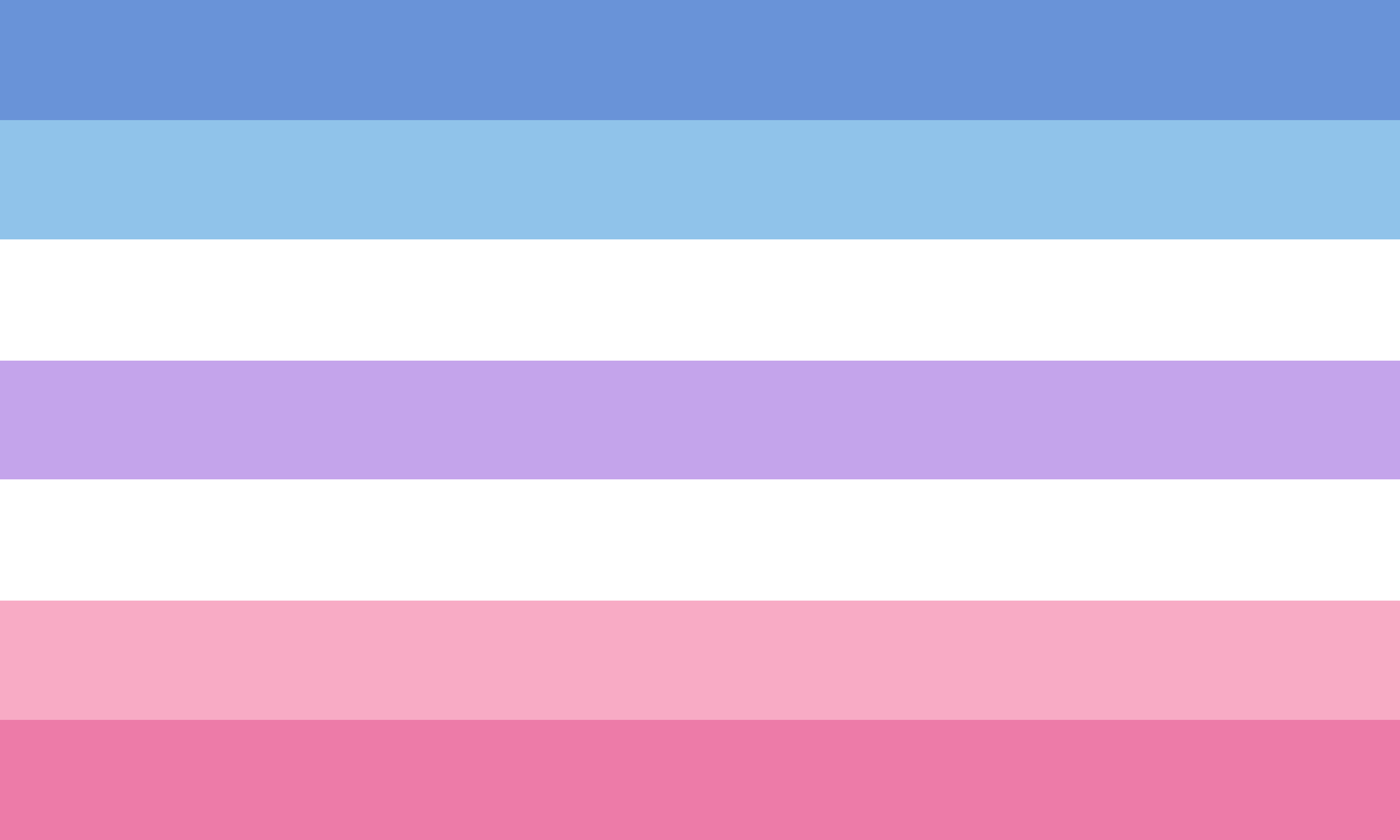
Otra bandera alternativa bigénero